# Werther's Original
Werther's Original (tiếng Đức: Werthers Echte) là một hãng kẹo caramel do công ty Đức August Storck KG sở hữu, có trụ sở ở Berlin, Đức. Hãng kẹo này rất phổ biến ở châu Âu và Bắc Mỹ.

## Lịch sử
Hãng kẹo ngọt này được đặt tên theo thị trấn Werther ở Westphalia, nơi công ty được thành lập vào năm 1903. Năm 1969, món kẹo ngọt này bắt đầu được ra mắt dưới thương hiệu Werthers Echte. Thương hiệu Werther's Original đã được thông qua vào những năm 1990 cho thị trường quốc tế. Chúng hiện được sản xuất gần đó, tại thị trấn Halle.

## Sản phẩm
Werthers Echte nguyên bản là loại kẹo caramel cứng.

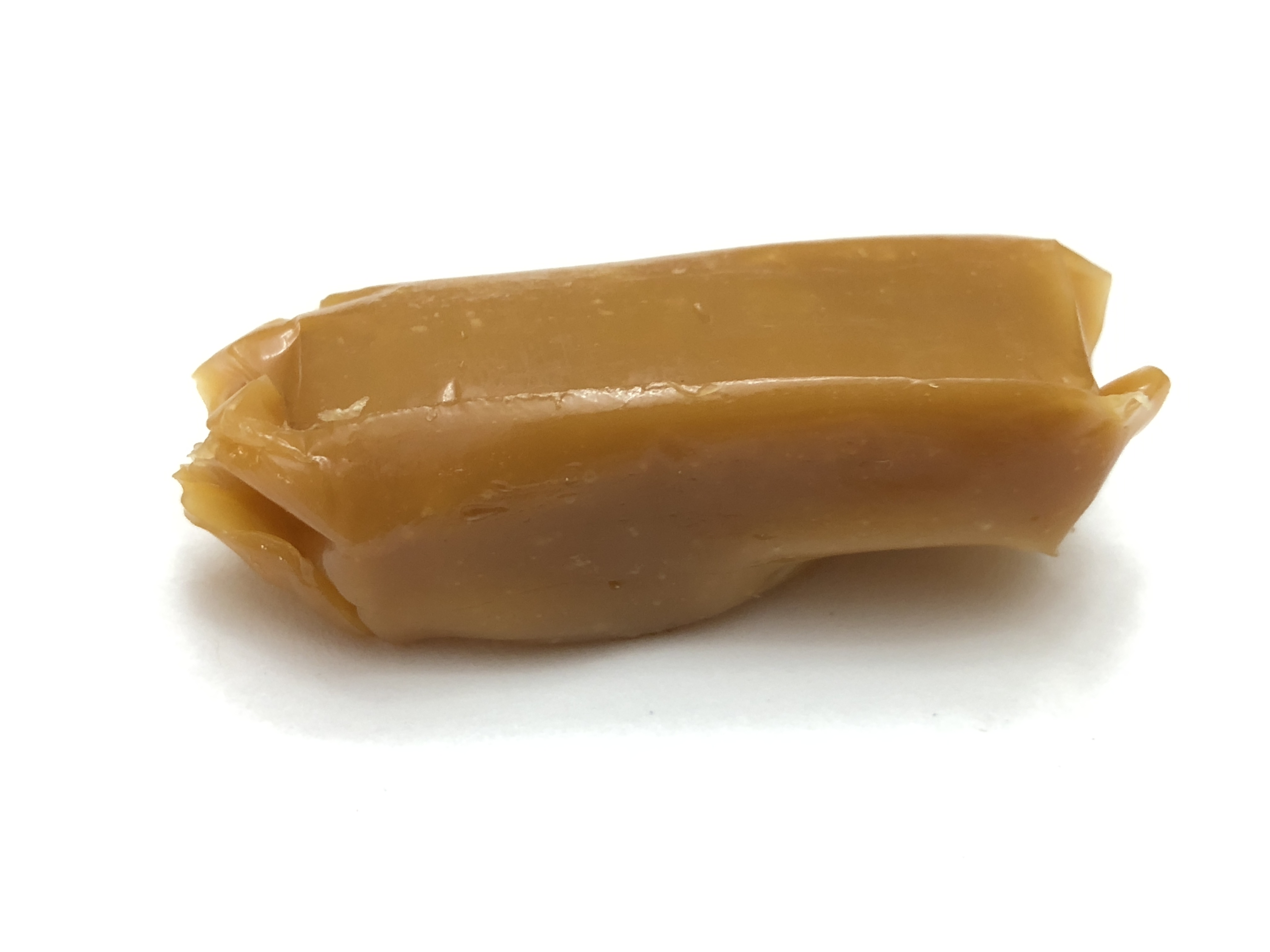
Một miếng "kẹo caramel mềm"

Các biến thể sau này bao gồm kẹo bơ cứng dai và dạng sáp, mềm, dễ tan trong miệng được gọi là "kẹo bơ đường tan chảy". Một biến thể khác với nhân sô cô la cũng có sẵn, cũng như ba biến thể không đường sử dụng isomalt làm chất thay thế cho đường: hương vị bơ ban đầu, một xoáy bơ cà phê, và một vòng xoáy bạc hà butterscotch.
Một sản phẩm có sẵn ở Vương quốc Anh là "Werther's Chocolate," một loại sô cô la đen và sữa có butterscotch, được bán trong cùng một bao bì và giấy gói như Werther's Originals. Một sản phẩm khác có sẵn ở Canada và Hoa Kỳ, "Butterscotch Apple Filled," có vị táo xanh.

## Thương mại
Một quảng cáo trên TV phổ biến tại Đức và Vương quốc Anh 
từ cuối những năm 1980 có cảnh một người đàn ông lớn tuổi tặng kẹo bơ đường của Werther cho cháu trai của mình. Nam diễn viên Arnold Peters xuất hiện trong đó. Trong quảng cáo ở Hoa Kỳ commercials, diễn viên truyền hình Robert Rockwell đóng vai người ông tốt bụng. Cháu trai do Raymond Hewitt thủ vai. Một trong những quảng cáo này được lồng tiếng Nhật và phát sóng tại Nhật Bản vào đầu những năm 2000. Phần lồng tiếng gây khó chịu của nó đã khiến nó trở thành một meme Internet ở Nhật Bản trên các trang web như 2channel và Nico Nico Douga. Một quảng cáo ở Vương quốc Anh khác bao gồm cảnh ông nội và cháu trai gắn bó với nhau (ví dụ: chỉ vào những con vật bên ngoài cửa sổ xe lửa). Lời bài hát đi kèm với điều này là phần kết thúc của quảng cáo: "When one who loves you says to you: You're someone very special too."